# نور ساجات
نور ساجات (به انگلیسی: Nur Sajat) با نام کامل نور ساجات کامروز زمان (به انگلیسی: Nur Sajat Kamaruz Zaman) (زاده ۲۳ فوریهٔ ۱۹۸۵) کارآفرین و مجری تلویزیون واقع‌نما مالزیایی-استرالیایی است.
او یک زن ترنس است.
نور ساجات به‌طور کلی نمادی برای حقوق تراجنسیتی‌ها و افراد ال‌جی‌بی‌تی در مالزی است.

## زندگی‌نامه
ساجات در سال ۲۰۱۳ در یک مسابقه زیبایی تراجنسیتی در تایلند شرکت کرد. در سال ۲۰۱۷، او اعلام کرد که کاملاً خود را زن می‌داند. ساجات شرکت لوازم آرایشی خود را تأسیس کرد و مکمل‌های مراقبت از پوست و سلامت خود و همچنین یک کرست با نام تجاری خود را توسعه داد.
در سال ۲۰۲۰، نور ساجات پس از انتشار عکس‌هایی از زیارت خود به مکه، با لباس زنانه و آرایش، خشم مردم را برانگیخت. اقدامات او انتقاد وزیر امور مذهبی مالزی را به دنبال داشت که نگرانی خود را در مورد تنش‌های دیپلماتیک احتمالی با عربستان سعودی ابراز کرد. گزارش‌ها حاکی از آن است که ساجات پس از این حادثه از مکه اخراج شده است.
در ژانویه ۲۰۲۱، او به دلیل پوشیدن لباس سنتی زنانه در محل خود در یک رویداد مذهبی در سال ۲۰۱۸ دستگیر و به «توهین به اسلام» متهم شد. او در فوریه ۲۰۲۱ به تایلند گریخت، اما دولت مالزی مقامات تایلندی را متقاعد کرد که او را بازداشت کنند. او با قرار وثیقه آزاد شد و اکنون در استرالیا زندگی می‌کند، جایی که به او پناهندگی داده شده و به فعالیت تجاری خود ادامه می‌دهد.